# ژولیت سیمز
ژولیت سیمز (انگلیسی: Juliet Simms؛ زادهٔ ۲۶ فوریهٔ ۱۹۸۶) یک موسیقی‌دان اهل ایالات متحده آمریکا است.